# Cratere Hals
Il cratere Hals è un cratere d'impatto presente sulla superficie di Mercurio, a 54,87° di latitudine sud e 114,96° di longitudine ovest. Il suo diametro è pari a 93 km.
Il cratere è stato battezzato dall'Unione Astronomica Internazionale in onore del pittore olandese Frans Hals.